# Адальберт Магдебурзький
Адальбе́рт (лат. Adalbertus, нім. Adalbert; близько 910 — 20 червня 981) — німецький монах-бенедиктинець, християнський місіонер, хроніст, святий. Єпископ Руський (961—962), перший представник Святого престолу в Київській Русі. Перший архієпископ Магдебурзький (968—981). Апостол і митрополит слов'ян. Походив із Лотарингії, Східне Франкське королівство. Працював канцеляристом кельнського архієпископа (з 950). Був ченцем Трірського монастиря святого Максиміна (з 958). На запрошення київської княгині Ольги та з дозволу короля Оттона І вирушив християнізувати Русь (961). Через невдачу місії повернувся до імперії (962), став абатом Вайссенбурзького монастиря в Ельзасі (966). Згодом очолив архієпископську катедру Магдебурга, успішно займався євангелізацією полабських слов'ян. Перетворив архієпископство на одне з провідних на сході імперії, поряд із Кельном, Майнцом і Тріром. Працював разом із двома папськими легатами, що були його помічниками. Автор «Продовження хроніки Регіно». Помер у Цшербені, Священна Римська імперія. Похований у Магдебурзькому соборі. Вшановується як святий у католицькій і православній церквах. Канонізований посмертно. День вшанування — 20 червня. Також Адальбе́рт І, Адальбе́рт Ру́ський, Адальбе́рт Магдебу́рзький (нім. Adalbert von Magdeburg).

## Біографія

### Молоді роки
Точна дата і місце народження Адальберта невідомі. Припускають, що він походив із Нижньої Лотарингії, Східне Франкське королівство, а його батьком був Адальберт фон Реміх. Ймовірно, майбутній архієпископ належав до старого шляхетного дому Бабенбергів.
З 950 року Адальберт служив у канцелярії кельнського архієпископа Вігфріда, а 953 року став писарем і диктором Оттона І, майбутнього імператора Священної Римської імперії. Він особливо приятелював із Вільгельмом, позашлюбним сином Оттона, який згодом став єпископом Майнцьким .
Приблизно восени 958 року Адальберт став ченцем Трірського монастиря святого Максиміна, що належав бенедиктинцям. Більшість монахів були задіяні у місійній діяльності на сході. Можливо тоді Адальберт почав вивчати мову полабських слов'ян, якою згодом читав проповіді на теренах Магдебурзької митрополії.

### Єпископ Руський
Згідно з «Гільдесгаймськими анналами» 959 року київська княгиня Ольга звернулася до Оттона І з проханням надіслати єпископа і місіонерів для християнізації Русі. До цього кроку її спонукали ускладнення на переговорах з візантійським імператором Романом II. 
Першим місійним єпископом руським став Лібуцій, але він помер напередодні від'їзду до Києва. 961 року його заступив Адальберт. За наказом Оттона і дорученням майнцького архієпископа Вільгельма, він вирушив до Русі всупереч своїй волі. Місія була невдалою, зокрема через опір язичників під проводом князя Святослава. Частина супутників єпископа загинула, а сам Адальберт повернувся додому 962 року. 
У невдачі Адальберта дослідники вбачають політику тиску на Константинополь княгинею Ольгою, яку перед тим проводили Велика Моравія і Болгарія, щоб домогтися найвигіднішого входження до політичного впливу. У дипломатичній боротьбі з Римом Візантії вдалося втримати руську державу у сфері свого впливу.

### Абат Вайссенбурзький
У 962—965 роках Адальберт служив у канцелярії Оттона II. 966 року він став абатом Вайссенбурзького монастиря в Ельзасі, а наступного року супроводжував Оттона II до Італії.
Під час перебування у Вайссенбурзі, Адальберт написав «Продовження хроніки Регіно», охопивши події 907—967 років. Для своєї праці він використовував джерела, що не дійшли до нашого часу, власні спостереження та офіційні документи імперської канцелярії. Адальберт намагався дотримуватися об'єктивного викладу. Достовірність його свідчень особливо зростає після 950 року.

### Єпископ Магдебурзький

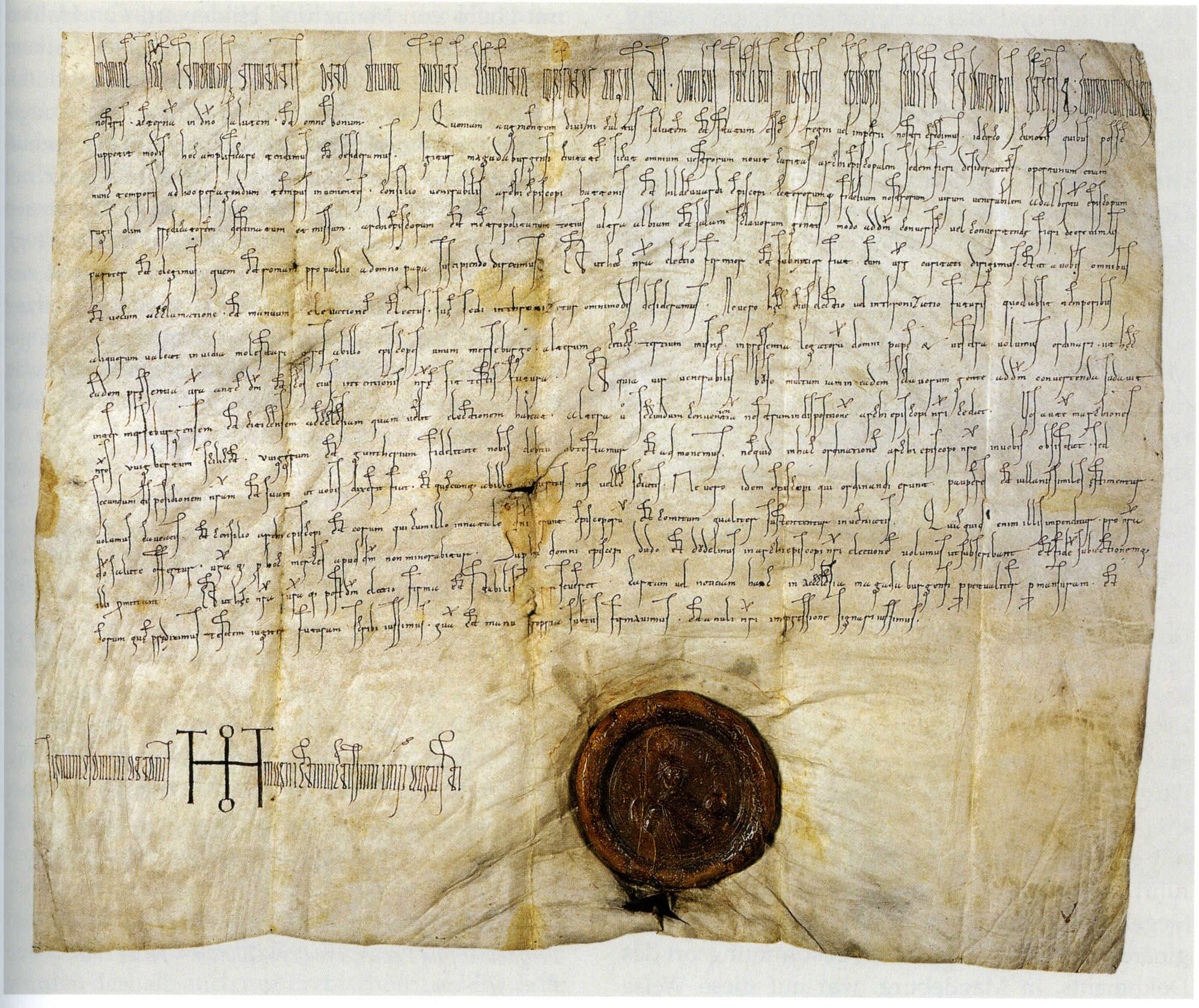
Лист Оттона І до саксонської знаті про створення Магдебурзького архієпископства.

986 року Адальберт був поставлений першим Магдебурзьким архієпископом за рішенням Оттона І і синоду в Равенні. Новостворене архієпископство було найбільшою митрополією на сході Священної римської імперії. До нього увійшли старі діоцезії Гавельбергу і Бранденбургу, нові діоцезії Мерзебургу, Цайцу, Мейсена, а також Познанське єпископство.
Того ж 968 року Адальберт висвятив перших єпископів митрополії: Бозо Мерзебурзького, Гуго Цайцького і Бурхарда Майсенського. Вони були покликані християнізувати Саксонію та землі західних слов'ян.
Адальберт займався радше церковно-соціальною, ніж політично-адміністративною розбудовою Магдебурзької митрополії. Він постійно був у робочих поїздках. Особливу увагу архієпископ приділяв школі при Магдебурзькому катедральному соборі, яка виховала багатьох духівників і місіонерів: Отріха, Еккгарда Рудого, Адальберта Празького та інших.
972 року Адальберт брав участь у синоді в Інгельгаймі; він також побував у Вормсі, Кведлінбурзі і Мерзебурзі. 
973 року Адальберт поховав імператора Оттона І у Магдебурзькому соборі. 
Адальберт помер під час подорожі 20 червня 981 року, в районі Цшербена, Саксонія, Священна Римська імперія (сучасне Гойзе, Мерзебург, Саксонія-Ангальт). За день до смерті він провів месу в Мерзебурзі. Тіло покійного перевезли кораблем до Магдебургу, де й поховали у катедральному соборі, навпроти вівтаря апостолів Пилипа і Якова. Згодом Церква канонізувала архієпископа, встановивши день його пам'яті 20 червня. 
Перше ґрунтовне дослідження біографії Адальберта здійснив Карл Гаук в 1974 році.

## Праці
- «Продовження хроніки Регіно» (лат. Continuatio Reginonis, 966—981)

- Публікація: Continuatio Reginonis [Архівовано 18 серпня 2018 у Wayback Machine.] // Reginonis abbatis Prumiensis Chronicon cum continuatione Treverensi (Monumenta Germaniae historica Scriptores rerum Germanicarum in usum scholarum separatim editi), B. 50, Hanover: 1890, S. 154-179  [Архівовано 18 серпня 2018 у Wayback Machine.]